# 진공 아크 재용해 처리
진공 아크 재용해(Vacuum arc remelting, VAR)는 매우 까다로운 응용 프로그램을 위한 높은 화학 및 기계 균일 금속 덩어리의 생산을 위한 보조적인 용해 과정이다. VAR 처리가 전통적인 금속 특수 기술 산업을 개혁했고, 생물 의학, 항공, 우주 항공 분야에서 사용 가능한 재료를 엄청나게 제어했다.

## 개요
VAR는 고 부가가치 응용 프로그램에서 가장 많이 사용된다. 본질적으로 그것은 금속의 가치를 높이기 위한 추가의 처리 단계이다. 이것은 시간이 많이 걸리고 비용이 많이 들기 때문에, 상업적인 합금이 공정을 좀처럼 채용하지 않는다.

## 프로세스 설명
VAR를 받아야하는 합금은 일반적으로 진공 유도 용융 (VIM) 또는 용강 (airmelt)에 의해 실린더로 형성된다.

## 같이 보기
- 진공 아크